# Метризуемое пространство
Метризуемое пространство — топологическое пространство, гомеоморфное некоторому метрическому пространству. Иначе говоря, пространство, топология которого порождается некоторой метрикой.
Если такая метрика существует, то она не единственна — за исключением тривиальных случаев: когда пространство пусто или состоит лишь из одной точки.
Например, топология каждого метризуемого пространства порождается некоторой ограниченной метрикой.

## Необходимые условия метризуемости
- В метризуемом пространстве выполняются сильные аксиомы отделимости: они нормальны и даже коллективно нормальны.
- Каждое метризуемое пространство паракомпактно.
- Все метризуемые пространства удовлетворяют первой аксиоме счётности.
- Для любого метризуемого пространства совпадают число Суслина, число Линделёфа, плотность, спред, экстент, вес.

## Достаточное условие метризуемости
Каждое нормальное пространство (и даже каждое регулярное пространство) со счётной базой метризуемо. (П. С. Урысон и А. Н. Тихонов)

## Эквивалентные условия метризуемости
Первый общий критерий метризуемости пространства был предложен в 1923 П. С. Александровым и П. С. Урысоном.
На его основе были выработаны два следующих более совершенных критерия метризуемости:
- пространство метризуемо в том и только в том случае, когда оно коллективно нормально и обладает счётным измельчающимся множеством открытых покрытий;
- (критерий Стоуна — Архангельского) Пространство метризуемо, в том и только в том случае, когда оно обладает счётным фундаментальным множеством открытых покрытий и удовлетворяет {\displaystyle T_{1}}-аксиоме отделимости. При этом множество открытых покрытий пространства {\displaystyle X} называется фундаментальным, если для каждой точки {\displaystyle x\in X}, каждой её окрестности {\displaystyle U_{x}} найдутся покрытие {\displaystyle {\mathcal {P}}} и окрестность {\displaystyle O_{x}} точки {\displaystyle x} такие, что каждый элемент покрытия {\displaystyle {\mathcal {P}}}, пересекающийся с {\displaystyle O_{x}}, содержится в {\displaystyle U_{x}}.

На другой важной концепции — локальной конечности — основаны общие метризационные критерии.
- Критерий Нагаты — Смирнова: пространство {\displaystyle X} метризуемо в том и только в том случае, если оно регулярно и обладает базой, распадающейся на счетное множество локально конечных семейств множеств.

Критерий Бинга аналогичен, но в нём вместо локально конечных фигурируют дискретные семейства множеств.
Удобные варианты приведенных выше основных критериев метризуемости связаны с понятиями равномерной базы и регулярной базы.
База {\displaystyle {\mathcal {B}}} пространства {\displaystyle X} называется регулярной (равномерной), если для всякой точки {\displaystyle x\in X} и любой её окрестности {\displaystyle O_{x}} найдется окрестность {\displaystyle U_{x}} этой точки такая, что число элементов базы {\displaystyle {\mathcal {B}}}, пересекающих
одновременно {\displaystyle U_{x}} и дополнение к {\displaystyle O_{x}}, конечно (соответственно, если множество элементов {\displaystyle \Omega \in {\mathcal {B}}} таких что {\displaystyle \Omega \ni x}, {\displaystyle \Omega \not \subset O_{x}} конечно).
- Пространство {\displaystyle X} метризуемо тогда и только тогда, когда оно коллективно нормально и обладает равномерной базой.
- Для метризуемости {\displaystyle T_{1}}-пространства необходимо и достаточно, чтобы оно обладало регулярной базой.

По теореме Ковальского, счётная степень ежа колючести {\displaystyle {\mathfrak {m}}} (при {\displaystyle {\mathfrak {m}}\geq \aleph _{0}}) является универсальным пространством для всех метризуемых пространств веса {\displaystyle {\mathfrak {m}}}. Таким образом, пространство метризуемо тогда и только тогда, когда оно гомеоморфно подпространству счётной степени ежа некоторой колючести {\displaystyle {\mathfrak {m}}}.

## Частные случаи
Метризационные критерии достигают простоты в ряде специальных классов пространств.
Так, для метризуемости компакта {\displaystyle X} любое из следующих трёх условий необходимо и достаточно:
- {\displaystyle X} обладает счётной базой;
- {\displaystyle X}обладает точечно-счётной базой;
- в {\displaystyle X} есть счётная сеть;

Для метризуемости пространства топологической группы необходимо и достаточно, чтобы в последнем выполнялась первая аксиома счётности и аксиома отделимости {\displaystyle T_{0}}, причем тогда пространство метризуемо инвариантной метрикой (например, по отношению к умножению слева).

## О полноте
Не всякое метризуемое пространство метризуемо полной метрикой; таково, например, пространство рациональных чисел.
Пространство метризуемо полной метрикой в том и только в том случае, если оно метризуемо и полно по Чеху, то есть является множеством типа Gδ в некотором содержащем его компакте.
Важным топологическим свойством пространств, метризуемых полной метрикой, является свойство Бэра: пересечение любого счетного семейства всюду плотных открытых множеств всюду плотно.

## Вариации и обобщения
К метризуемым пространствам наиболее близки по свойствам моровские пространства — вполне регулярные пространства, обладающие счетным измельчающимся семейством открытых покрытий, и кружевные пространства.
Пространство называется локально метризуемым, если каждая его точка имеет метризуемую окрестность.
Широкий спектр обобщений концепции метризуемого пространства получается, если варьировать аксиомы метрики, ослабляя их в том или ином отношении и рассматривая порожденные такими «метриками» топологии.
На этом пути получаются симметризуемые пространства — путём отказа от аксиомы неравенства треугольника.
В эту схему укладываются и моровские пространства.
Другое важное обобщение концепции метризуемости связано с рассмотрением «метрик» со значениями в полуполях и других алгебраических образованиях общей природы.